# Bårredsjön
Bårredsjön är en sjö i Marks kommun i Västergötland och ingår i Viskans huvudavrinningsområde. Sjön har en area på 0,603 kvadratkilometer och ligger 77 meter över havet. Sjön avvattnas av vattendraget Iglabäcken.

## Delavrinningsområde
Bårredsjön ingår i det delavrinningsområde (638223-130742) som SMHI kallar för Mynnar i Surtan. Medelhöjden är 104 meter över havet och ytan är 14,82 kvadratkilometer. Det finns inga avrinningsområden uppströms utan avrinningsområdet är högsta punkten. Iglabäcken som avvattnar avrinningsområdet har biflödesordning 3, vilket innebär att vattnet flödar genom totalt 3 vattendrag innan det når havet efter 54 kilometer. Avrinningsområdet består mestadels av skog (74 procent). Avrinningsområdet har 1,03 kvadratkilometer vattenytor vilket ger det en sjöprocent på 6,9 procent.